# Lwie serce (film)
Lwie serce (ang. Lionheart) – film akcji z 1990 roku, z Jeanem-Claude’em van Damme’em w roli głównej, powstały w momencie szczytowej popularności aktora.

## Fabuła
Van Damme wcielił się w postać Lyona Gaultiera, członka francuskiej Legii Cudzoziemskiej, stacjonującej w Dżibuti, w Afryce Północnej. Zdezerterował ze swego legionu, gdy nie pozwolono mu zobaczyć umierającego brata w Los Angeles i pomóc jego rodzinie. Przybył do Nowego Jorku, pragnąc natychmiast udać się do Kalifornii. Z braku środków do życia, zaczął walczyć za pieniądze. Najpierw walczył dla Joshuy, który organizował uliczne walki za parę dolarów, później – za większe pieniądze – dla uwodzicielskiej Cynthii. Po dotarciu do Los Angeles, zarobione podczas walk pieniądze przeznaczał dla rodziny. Cynthia chciała uczynić z Gauliera swego kochanka, a gdy to się nie udało, postanowiła go zniszczyć i w tym celu sprowadziła Attylę, groźnego wojownika z Hongkongu.

## Obsada
- Jean-Claude Van Damme – Lyon Gaultier
- Harrison Page – Joshua Eldridge
- Deborah Rennard – Cynthia Calderon
- Lisa Pelikan – Hélène Gaultier
- Ashley Johnson – Nicole Gaultier
- Brian Thompson – Russell
- Voyo Goric – sierżant Hartog
- Michel Qissi – Moustafa
- Abdel Qissi – Attyla
- James Brewster Thompson – oponent Lyona w Nowym Jorku
- Jeff Langton – Sonny
- Tony Williams – oponent Sonny’ego
- Christopher Brown – szef gangu ulicznego
- Stuart Wilson – Szkot
- Magic Schwarz – Raquetball
- Ash Adams – François Gaultier
- William Amos – dealer narkotyków
- Billy Blanks – legionista
- Lew Hopson – kapitan statku
- Jeff Speakman – ochroniarz w rezydencji
- Stefanos Miltsakakis – kierowca jeepa